# Élection présidentielle française de 2027
L'élection présidentielle française de 2027 est prévue pour se dérouler lors du premier semestre de l'année 2027, afin d'élire le président de la République française pour un mandat de cinq ans.
Selon les règles constitutionnelles, le premier tour devrait avoir lieu le 11 ou le 18 avril 2027 et le second tour le 25 avril ou le 2 mai 2027.
En vertu de la loi constitutionnelle de 2008 modifiant l'article 6 de la Constitution, le président de la République est limité à deux mandats successifs : Emmanuel Macron, élu en 2017 et réélu en 2022, ne peut donc pas se représenter à moins d'une modification de la Constitution avant la tenue du scrutin.

## Contexte

### Politique

#### Impossibilité pour Emmanuel Macron de briguer un troisième mandat
L'élection présidentielle de 2022 voit une nouvelle fois Emmanuel Macron remporter le scrutin face à Marine Le Pen avec un score cependant moindre qu'en 2017, le « front républicain » ayant été moins important.
En vertu de l'article 6 de la Constitution française, le président de la République française ne peut exercer plus de deux mandats consécutifs. Emmanuel Macron ayant accédé à la magistrature suprême en 2017 avant d'être réélu en 2022, il est le premier président concerné par cette limitation introduite par la loi constitutionnelle du 23 juillet 2008. Cette situation est regrettée par ses alliés,,, et qualifiée par lui-même de « funeste connerie »,,.

#### Issue du procès de l'affaire des assistants parlementaires européens du Front national
En mars 2025, deux ans avant la tenue prévue du scrutin, la candidate déclarée du Rassemblement national Marine Le Pen est déclarée coupable de détournement de fonds publics en première instance, effectué par l'embauche d'assistants parlementaires travaillant directement pour le parti d'extrême droite et non dans le cadre légal du Parlement européen,,, et est condamnée à cinq ans d'inéligibilité avec exécution provisoire, temps qui inclut par conséquent les prochains scrutins présidentiel et législatif,. Largement en tête des intentions de vote du premier tour dans les sondages précédant sa condamnation,, les médias notent que cette décision rebat les cartes de l'élection présidentielle,,.
Marine Le Pen annonce faire appel de cette condamnation, procédure qui ne suspend toutefois pas son inéligibilité raison de l'exécution provisoire,. Jordan Bardella, son successeur à la tête du Rassemblement national apparaît comme un potentiel remplaçant y compris par Marine le Pen si son inéligibilité était confirmée, même si celui ci est vu comme impopulaire chez une partie significative des cadres « marinistes » notamment Sébastien Chenu et Jean-Philippe Tanguy. Le jugement en appel est attendu vers l'été 2026.

## Modalités du scrutin
Le président de la République est élu au suffrage universel direct. Il est élu pour un mandat de cinq ans au scrutin uninominal majoritaire à deux tours.
Si aucun candidat ne recueille la majorité absolue des suffrages exprimés au premier tour de scrutin, un second tour a lieu quatorze jours plus tard où seuls peuvent se présenter les deux candidats arrivés en tête au premier tour après retrait éventuel de candidats mieux placés.

### Conditions de candidature
Chaque candidat doit satisfaire plusieurs conditions :
- être de nationalité française ;
- ne pas être privé de ses droits civiques concernant l'éligibilité ;
- être âgé d'au moins 18 ans ;
- être inscrit sur une liste électorale ;
- avoir satisfait aux obligations imposées par le code du service national ;
- ne pas être placé sous tutelle ou sous curatelle ;
- avoir établi une déclaration de situation patrimoniale ;
- posséder un compte bancaire de campagne ;
- ne pas être candidat à un troisième mandat consécutif de président de la République ;
- recueillir 500 « parrainages » de parlementaires ou d'élus locaux : ces parrainages doivent provenir d'au moins trente départements ou collectivité d'outre-mer différents et pas plus d'un dixième des élus signataires ne doit provenir du même département ou de la même collectivité d'outre-mer. La loi organique du 25 avril 2016 impose la publication de l'ensemble des noms, au lieu de 500 tirés au sort comme c'était le cas antérieurement[26]. Ils doivent être envoyés directement au Conseil constitutionnel, par voie postale, qui les publie au fur et à mesure sur le site mis en place pour cette élection.

La Constitution prévoit qu'en cas d'empêchement ou décès :
- dans la dernière semaine de dépôt des candidatures d'une personne qui a annoncé son intention d'être candidate, le Conseil constitutionnel peut reporter l'élection ;
- d'un candidat avant le premier tour, l'élection est reportée ;
- d'un candidat qualifié pour le second tour, il est procédé de nouveau à l'ensemble des opérations électorales.

Le Conseil constitutionnel est, selon l'Article 58 de la Constitution de la Cinquième République française, garant de la régularité de l'élection, de l'examen des réclamations et de la proclamation des résultats.

## Candidats déclarés
| Candidat (nom et âge) et parti politique                  | Candidat (nom et âge) et parti politique | Candidat (nom et âge) et parti politique | Fonction(s) politique(s) lors de la campagne | Campagne, slogan(s) et consigne de vote | Commentaires / Anciens engagements politiques |
| --------------------------------------------------------- | ---------------------------------------- | ---------------------------------------- | --- | --------------------------------------- | --- |
| François Asselineau (67 ans) Union populaire républicaine | François Asselineau                      |                                          | - Président de l'Union populaire républicaine (depuis 2007) | Positions                               | - Conseiller de Paris (2001-2008) Il annonce vouloir se présenter de nouveau en 2027 dans un entretien avec Le Dauphiné libéré le 31 août 2023,. Candidat à l'élection présidentielle en 2017 (9e - 0,92 %). |
| Clémentine Autain (52 ans) L'Après                        | Clémentine Autain                        |                                          | - Députée de la 11e circonscription de la Seine-Saint-Denis (depuis 2017) | Positions                               | - Secrétaire de l'Assemblée nationale (2017-2021) - Conseillère régionale d'Île-de-France (2017-2017 ; 2021-2023) - Conseillère municipale de Sevran (2014-2020) - Adjointe du maire de Paris (mars 2001-mars 2008) Début mars 2025, elle annonce être candidate à une éventuelle primaire de la gauche, se disant être capable de « rassembler »,. |
| Xavier Bertrand (60 ans) Nous France / Les Républicains   | Xavier Bertrand                          |                                          | - Président du conseil régional des Hauts-de-France (depuis 2016) | Positions                               | - Président de la communauté d'agglomération du Saint-Quentinois (2014-2020) - Maire de Saint-Quentin (2010-2016) - Ministre du Travail, de l'Emploi et de la Santé (2010-2012) - Secrétaire général de l'UMP (2008-201) - Ministre du Travail, des Relations sociales, de la Solidarité et de la Famille (2007-2009) - Ministre de la Santé et des Solidarités (2005-2007) - Secrétaire d'État auprès du ministre des Solidarités, de la Santé et de la Famille en charge de l'Assurance maladie (2004-2005) - Député de la 2e circonscription de l'Aisne (2002-2016) - Conseiller départemental de l'Aisne (1998-2002) Il annonce sa candidature à l'élection présidentielle de 2027 dans un entretien avec Ouest-France le 3 février 2024,. Candidat à la primaire de la droite en vue de l'élection présidentielle de 2022 (4e - 22,36 %).                                                                                  |
| Nicolas Dupont-Aignan (64 ans) Debout la France           | Nicolas Dupont-Aignan                    |                                          | - Président de Debout la France (depuis 2008) - Conseiller municipal d'Yerres (depuis 1995) | Positions • Campagne                    | - Député de la 8e circonscription de l'Essonne (1997-2024) - Président de la communauté d'agglomération Val d'Yerres Val de Seine (2016-2017) - Président de la communauté d'agglomération du Val d'Yerres (2002-2015) - Maire d'Yerres (1995-2017) Il annonce le 8 mars 2025 lors d’une réunion publique devant des militants de son parti à Yerres avoir « le devoir d'être candidat à l'élection présidentielle »,. Candidat à l'élection présidentielle de 2012 (7e - 1,79 %), 2017 (6e - 4,70 %) et 2022 (9e - 2,06 %) |
| Marine Le Pen (57 ans) Rassemblement national             | Marine Le Pen                            |                                          | - Présidente du groupe RN à l'Assemblée nationale (depuis 2022) - Conseillère départementale du Pas-de-Calais (depuis 2021) - Députée de la 11e circonscription du Pas-de-Calais (depuis 2017)                                                         | Positions                               | - Co-présidente du groupe ENL au Parlement européen (2015-2017) - Présidente du Rassemblement national (2011-2021) - Députée européenne (2004-2017) - Conseillère régionale des Hauts-de-France (1998-2004 ; 2010-2021) - Conseillère régionale d'Île-de-France (2004-2010) Elle annonce sa volonté d’être candidate en 2027 sur TF1, le 18 septembre 2023,. Elle a néanmoins été condamnée à une peine d’inéligibilité avec exécution provisoire le 31 mars 2025, contre laquelle elle a fait appel en justice, avec un procès et une décision envisagée en 2026 par la cour d'appel de Paris. Elle confirme sa candidature à l’élection présidentielle malgré sa condamnation lors d’un déplacement en Nouvelle-Calédonie, le 29 mai 2025. Candidate à l'élection présidentielle en 2012 (3e - 17,90 %), 2017 (1er tour : 2e - 21,30 % // 2d tour : 2e - 33,90 %) et 2022 (1er tour : 2e - 23,15 % // 2d tour : 2e - 41,45 %) |
| David Lisnard (56 ans) Nouvelle énergie                   | David Lisnard                            |                                          | - Président de l'Association des maires de France (depuis novembre 2021) - Président de la communauté d'agglomération Cannes Pays de Lérins (depuis 2017) - Maire de Cannes (depuis 2014) - Conseiller départemental des Alpes-Maritimes (depuis 2008) | Positions                               | Il annonce lors de ses vœux à la presse le 17 janvier 2025 sa volonté d'être candidat à l'Élysée, dans le cadre d'une hypothétique primaire de la droite,. |
| Édouard Philippe (54 ans) Horizons                        | Édouard Philippe                         |                                          | - Président d'Horizons (depuis octobre 2021) - Maire du Havre (depuis juillet 2020) - Président de Le Havre Seine Métropole (depuis 2020) | Campagne • Positions                    | - Premier ministre (2017-2020) - député de la 7e circonscription de la Seine-Maritime (2012-2017) - Maire du Havre (octobre 2010-mai 2017) - Président de la communauté de l'agglomération havraise (2010-2017) - conseiller départemental de la Seine-Maritime (2008-2012) - conseiller régional de Haute-Normandie (2004-2008) Il annonce se présenter dans un entretien au Point le 3 septembre 2024,. |
| Ségolène Royal (71 ans) Parti socialiste                  | Ségolène Royal                           |                                          | Aucune | Positions                               | - Ambassadrice chargée de la négociation internationale pour les pôles Arctique et Antarctique (2017-2020) - Ministre de l'Écologie, de l'Énergie et de la Mer, chargée des Relations internationales sur le climat (20142017) - Présidente du conseil régional de Poitou-Charentes (2004-2014) - Ministre déléguée à la Famille, à l'Enfance et aux Personnes handicapées (2000-2002) - Ministre déléguée à l'Enseignement scolaire (1997-2000) - Ministre de l'Environnement (1992-1993) - Conseillère générale des Deux-Sèvres (1992-1998) - députée de la 2e circonscription des Deux-Sèvres (1988-1997 ; 2002-2007) Le 21 juillet 2025, elle annonce être candidate à une éventuelle primaire de la gauche, en disant ne pas vouloir se « dérober »,. Candidate à l'élection présidentielle en 2007 (1er tour : 2e - 25,87 % // 2d tour : 2e - 46,94 %)                                                                    |
| François Ruffin (49 ans) Debout !                         | François Ruffin                          |                                          | - Président de Debout ! (depuis 2025) - Député de la 1re circonscription de la Somme (depuis 2017) | Positions                               | - Porte-parole de Picardie debout ! (2017-2025) Il annonce sa candidature lors d'un meeting à Montreuil le 1er avril 2025 dans le cadre d'une candidature unique à gauche,. |
| Laurent Wauquiez (50 ans) Les Républicains                | Laurent Wauquiez                         |                                          | - Président du groupe DR à l'Assemblée nationale (depuis 2024) - Député de la 1re circonscription de la Haute-Loire (depuis 2024) | Campagne • Positions                    | - Président des Républicains (2017-2019) - Président du conseil régional d'Auvergne-Rhône-Alpes (2016-2024) - Ministre de l'Enseignement supérieur et de la Recherche (2011-2012) - Ministre chargé des Affaires européennes (2010-2011) - Secrétaire d'État auprès de la ministre de l'Économie en charge de l'Emploi (2008-2010) - Maire du Puy-en-Velay (2008-2016) - Porte-parole du gouvernement (2007-2008) - Député de la 1re circonscription de la Haute-Loire (2004-2007 ; 2012-2017) Il annonce vouloir « être dans les responsabilités » pour « reconstruire » la France et qu'« il y a un poste où se décident les choses, c’est la présidence de la République » dans un entretien à La Dépêche du Midi le 13 mars 2025,. |

## Candidats pressentis
| Candidat (nom et âge) et parti politique                    | Candidat (nom et âge) et parti politique | Candidat (nom et âge) et parti politique | Fonction(s) politique(s) lors de la campagne | Commentaires / Anciens engagements politiques |
| ----------------------------------------------------------- | ---------------------------------------- | ---------------------------------------- | --- | --- |
| Gabriel Attal, (36 ans) Renaissance                         |                                          |                                          | - Secrétaire général de Renaissance (depuis 2024) - Président du groupe EPR à l'Assemblée nationale (depuis 2024) - Député de la 10e circonscription des Hauts-de-Seine (depuis 2017) - Conseiller municipal de Vanves (depuis 2014)                                                                                            | - Premier ministre (2024) - Ministre de l'Éducation nationale et de la Jeunesse (2023-2024) - Ministre délégué chargé des Comptes publics (2022-2023) - Porte-parole du gouvernement (2020-2022) - Secrétaire d'État auprès du ministre de l'Éducation nationale et de la Jeunesse (2018-2020) |
| Jordan Bardella, (29 ans) Rassemblement national            | Jordan Bardella                          |                                          | - Président du groupe PfE au Parlement européen (depuis 2024) - Président du Rassemblement national (depuis 2021) - Député européen (depuis 2019) | - Conseiller régional d'Île-de-France (2015-2025) - Vice-président du Rassemblement national (2019-2002) - Directeur national de Génération nation (2018-2021) |
| Michel Barnier, (74 ans) Les Républicains                   | Michel Barnier                           |                                          | Président du Conseil National desRépublicains (depuis 2025) | - Premier ministre (2024) - Négociateur en chef de l'Union européenne chargé de la préparation des relations futures avec le Royaume-Uni (2016-2021) - Vice-président de la Commission européenne (2010-2014) - Commissaire européen au Marché intérieur et aux Services (2010-2014) - Député européen (juillet 2009-février 2010) - Ministre de l'Agriculture et de la Pêche (2007-2009) - Ministre des Affaires étrangères (2004-2005) - Commissaire européen à la Politique régionale (1999-2004) - Sénateur de la Savoie (1995 ; 1997-1999) - Ministre délégué aux Affaires européennes (1995-1997) - Ministre de l'Environnement (1993-1995) - Président du conseil départemental de la Savoie (1982-1999) - Député de la 2e circonscription de la Savoie (1978-1993) - Conseiller départemental de la Savoie (1973-1999) |
| François Bayrou, (74 ans) Mouvement démocrate               | François Bayrou                          |                                          | - Premier ministre (depuis 2024) - Président de la communauté d'agglomération Pau Béarn Pyrénées (depuis 2014) - Maire de Pau (depuis avril 2014) - Président du Mouvement démocrate (depuis 2007) - Président du Parti démocrate européen (depuis 2004)                                                                        | - Haut-commissaire au plan (2020-2025) - Garde des Sceaux, ministre de la Justice (2017) - député européen (juillet 1999-juin 2002) - Ministre de l'Éducation nationale (1993-1997) - Président du conseil départemental des Pyrénées-Atlantiques (2002-2012) - Député de la 2e circonscription des Pyrénées-Atlantiques (1986-1999 ; 2002-2012) - Conseiller général des Pyrénées-Atlantiques (1982-2008) Candidat à l'élection présidentielle en 2002 (4e - 6,84 %), 2007 (3e - 18,57 %) et 2012 (5e - 9,13 %) |
| Aurore Bergé, (38 ans) Renaissance                          | Aurore Bergé                             |                                          | - Ministre déléguée chargée de l’Égalité entre les femmes et les hommes et de la Lutte contre les discriminations (depuis décembre 2024) - Conseillère régionale d'Île-de-France (depuis 2021) | - Députée de la 10e circonscription des Yvelines (2017-2023 ; 2024-2025) - Ministre déléguée chargée de l’Égalité entre les femmes et les hommes et de la Lutte contre les discriminations (2024) - Ministre des Solidarités et des Familles - Présidente du groupe Renaissance à l'Assemblée nationale (2022-2023) - Présidente déléguée du groupe LREM à l'Assemblée nationale (2020-2022) - Porte-parole de La République en marche (2019-2020) |
| Élisabeth Borne, (64 ans) Renaissance                       | Élisabeth Borne                          |                                          | - Ministre d’État, Ministre de l'Éducation nationale, de l'Enseignement supérieur et de la Recherche (depuis 2024) | - Députée de la 6e circonscription du Calvados (2022-2025) - Première ministre (mai 2022-juillet 2024) - Ministre du Travail, de l'Emploi et de l'Insertion (2020-2022) - Ministre de la Transition écologique et solidaire (2019-2020) - Ministre chargée des Transports (2017-2019) - Présidente-directrice générale de la RATP (2015-2017) - Préfète du Poitou-Charentes et de la Vienne (2013-2014) |
| Yaël Braun-Pivet, (54 ans) Renaissance                      | Yaël Braun-Pivet                         |                                          | - Présidente de l'Assemblée nationale (depuis 2022) - Députée de la 5e circonscription des Yvelines (depuis 2017) | - Ministre des Outre-mer (2022) - Présidente de la commission des Lois de l'Assemblée nationale (2017-2022) |
| Jean Castex, (60 ans) divers droite                         | Jean Castex                              |                                          | - Président-directeur général de la RATP (depuis 2022) | - Premier ministre (2020-2022) - Président de l'Agence nationale du sport (2019-2020) - Conseiller départemental des Pyrénées-Orientales (2015-2020) - Président de la communauté de communes Conflent Canigó (2015-2020) - Secrétaire général adjoint de la présidence de la République (2011-2012) - Conseiller régional du Languedoc-Roussillon (2010-2015) - Maire de Prades (2008-2020) |
| Bernard Cazeneuve, (62 ans) La Convention                   | Bernard Cazeneuve                        |                                          | Aucune | - Premier ministre (2016-2017) - Ministre de l'Intérieur (2014-2016) - Ministre délégué au Budget (2013-2014) - Ministre délégué aux Affaires européennes (2012-2013) - Député de la 4e circonscription de la Manche (2012) - Député de la 5e circonscription de la Manche (1997-2002 ; 2007-2012) - Vice-président du Conseil régional de Basse-Normandie (2004-2007) - Maire de Cherbourg-Octeville (2001-2012) - Maire d'Octeville (1995-2000) - conseiller général de la Manche (1994-1998) |
| Gérald Darmanin, (42 ans) Renaissance                       |                                          |                                          | - Ministre d’État, Garde des Sceaux, ministre de la Justice (depuis 2024) | - Ministre de l'Intérieur (2020-2024) - Ministre des Outre-mer (2022-2024) - Conseiller départemental du Nord (2021-2022) - Maire de Tourcoing (avril 2014-septembre 2017 ; 2020) - Premier adjoint au maire de Tourcoing (2017-2020) - Ministre de l'Action et des Comptes publics (2017-2020) - Vice-président du conseil régional des Hauts-de-France (2016-2017) - Conseiller régional des Hauts-de-France (2016-2020) - Député de la 10e circonscription du Nord (2012-2016, 2022, 2024-2025) - Conseiller régional du Nord-Pas-de-Calais (2010-2014) |
| Carole Delga, (53 ans) Parti socialiste                     | Carole Delga                             |                                          | - Présidente de Régions de France (depuis 2021) - Présidente du conseil régional d'Occitanie (depuis 2016) | - Députée de la 8e circonscription de la Haute-Garonne (2012-2017) - Secrétaire d'État chargée du Commerce, de l'Artisanat, de la Consommation et de l'Économie sociale et solidaire (2014-2015) - Vice-présidente du conseil régional de Midi-Pyrénées (2010-2012) - Maire de Martres-Tolosane (2008-2014) |
| Raphaël Glucksmann, (45 ans) Place publique                 | Raphaël Glucksmann                       |                                          | - Coprésident de Place publique (depuis 2022) - Député européen (depuis 2019) | - Président de la commission spéciale sur l'ingérence étrangère dans l'ensemble des processus démocratiques de l'Union européenne, y compris la désinformation (2020-2023) - Vice-président de la sous-commission des droits de l'homme du Parlement européen (2019-2024) |
| Jérôme Guedj, (53 ans) Parti socialiste                     | Jérôme Guedj                             |                                          | - Député de la 6e circonscription de l'Essonne (depuis 2022) - Conseiller régional d'Île-de-France (depuis 2021) | - Conseiller départemental de l'Essonne (1998-2001, 2015-2021) - Président du conseil général de l'Essonne (2011-2015) - Député de la 6e circonscription de l'Essonne (2012-2014) - Premier vice-président du conseil général de l'Essonne (2008-2011) |
| François Hollande, (71 ans) Parti socialiste                | François Hollande                        |                                          | - Député de la 1re circonscription de la Corrèze (depuis 2024) - Membre de droit du Conseil constitutionnel (depuis 2017) | - Président de la République (2012-2017) - Président du conseil général de la Corrèze (2008-2012) - Maire de Tulle (2001-2008) - Premier secrétaire du Parti socialiste (1997-2008) - Député européen (1999) Candidat à l'élection présidentielle en 2012 (1er tour : 1er - 28,63 % // 2d tour : 1er - 51,64 %) |
| Jean Lassalle, (70 ans) Résistons                           | Jean Lassalle                            |                                          | - Président de Résistons (depuis 2016) | - Député de la 4ème circonscription des Pyrénées-Atlantiques (2002-2022) - Conseiller général du canton d'Accous (1982-2015) - Maire de Lourdios-Ichère (1977-2017) Candidat à l'élection présidentielle en 2017 (7e - 1,21 %) et 2022 (7e - 3,13 %) |
| Jean-Luc Mélenchon, (73 ans) La France insoumise            | Jean-Luc Mélenchon                       |                                          | Aucune | - Député de la 4e circonscription des Bouches-du-Rhône (2017-2022) - Président du groupe LFI à l'Assemblée nationale (2017-2021) - député européen (2009-2017) - Président du Parti de gauche (2009-2014) - Ministre délégué à l'Enseignement professionnel (2000-2002) - Sénateur de l'Essonne (1986-2000 ; 2004-2010) - Président délégué du conseil général de l'Essonne (1998-2004) - conseiller général de l'Essonne (1985-1992 ; 1998-2004) - Adjoint au maire de Massy (1989-1995) Candidat à l'élection présidentielle en 2012 (4e - 11,10 %), 2017 (4e - 19,58 %) et 2022 (3e - 21,95 %) |
| Valérie Pécresse, (58 ans) Soyons libres / Les Républicains | Valérie Pécresse                         |                                          | - Conseillère communautaire de la Communauté d'agglomération Versailles Grand Parc (depuis 2020) - Conseillère municipale de Vélizy-Villacoublay (depuis 2020) - Présidente de Soyons libres (depuis 2017) - Présidente du conseil régional d'Île-de-France (depuis 2015) - Conseillère régionale d'Île-de-France (depuis 2004) | - Ministre du Budget, des Comptes publics et de la Réforme de l'État (2011-2012) - Porte-parole du gouvernement (2011-2012) - Ministre de l'Enseignement supérieur et de la Recherche (mai 2007-juin 2011) - Députée de la 2e circonscription des Yvelines (2002-2007 ; 2012-2016) Candidate à l'élection présidentielle en 2022 (5e - 4,78 %) |
| Bruno Retailleau, (64 ans) Les Républicains                 | Bruno Retailleau                         |                                          | - Ministre d’État, Ministre de l'Intérieur (depuis 2024) - Président des Républicains (depuis 2025) | - Président du groupe LR au Sénat (2014-2024) - sénateur de la Vendée (2004-2024) - Président du conseil régional des Pays de la Loire (2016-2017) - Président du conseil général de la Vendée (2010-2015) - Vice-président du conseil régional des Pays de la Loire (1998-2004) - député de la 4e circonscription de la Vendée (1994-1997) - conseiller général de la Vendée (1988-2005) |
| Teddy Riner, (36 ans) Sans étiquette                        | Teddy Riner                              |                                          | Aucune | Aucune |
| Sandrine Rousseau, (53 ans) Les Écologistes                 | Sandrine Rousseau                        |                                          | - Députée de la 9e circonscription de Paris (depuis 2022) | - Secrétaire nationale adjointe d'Europe Écologie Les Verts (2016-2017) - Porte-parole d'Europe Écologie Les Verts (2013-2016) - Vice-présidente du conseil régional du Nord-Pas-de-Calais (2010-2015) - Conseillère régionale du Nord-Pas-de-Calais (2010-2015) |
| Fabien Roussel, (56 ans) Parti communiste français          | Fabien Roussel                           |                                          | - Maire de Saint-Amand-les-Eaux (depuis 2025) - Secrétaire national du Parti communiste français (depuis 2018) | - Député de la 20e circonscription du Nord (2017-2024) Candidat à l'élection présidentielle en 2022 (8e - 2,28 %) |
| Manuel Valls, (63 ans) Renaissance                          | Manuel Valls                             |                                          | - Ministre d’État, Ministre des Outre-mer (depuis 2024) | - Conseiller municipal de Barcelone (2019-2021) - député de la 1re circonscription de l'Essonne (2002-2012 ; 2017-2018) - Premier ministre (2014-2016) - Ministre de l'Intérieur (2012-2014) - Maire d'Évry (2001-2012) - Premier vice-président du conseil régional d'Île-de-France (1998-2002) - Conseiller régional d'Île-de-France (1986-2002) |
| Dominique de Villepin, (71 ans) La France humaniste         | Dominique de Villepin                    |                                          | Aucune | - Premier ministre (2005-2007) - ministre de l'Intérieur, de la Sécurité intérieure et des Libertés locales (2004-2005) - Ministre des Affaires étrangères (2002-2004) - Secrétaire général de la présidence de la République (1995-2002) |
| Éric Zemmour, (66 ans) Reconquête                           | Éric Zemmour                             |                                          | - Président de Reconquête (depuis 2021) | - Candidat à l'élection présidentielle en 2022 (4e - 7,07 %) |

## Candidats pressentis ayant décliné
- Éric Ciotti (UDR), candidat au congrès des Républicains de 2021, président des Républicains de 2022 à 2024 et président de l'UDR depuis 2024[132].
- Cyril Hanouna (SE), animateur de télévision et de radio, producteur et chef d'entreprise[133].
- Sarah Knafo (REC), députée européenne depuis 2024, conseillère d'Éric Zemmour lors de l'élection présidentielle française de 2022[134]
- Michel-Édouard Leclerc (SE), président d'E.Leclerc, dirigeant d'entreprises[135].
- Bruno Le Maire (RE), candidat à la primaire de la droite et du centre en 2016, ministre de l'Économie et des Finances de 2017 à 2024[136],[137],[138].
- Marion Maréchal (IDL), tête de liste de Reconquête aux européennes de 2024, députée européenne au groupe des conservateurs et réformistes depuis 2024, présidente du parti Identité-Libertés depuis 2024[139].
- Robert Ménard (EXD), maire de Béziers depuis 2014 et Président de la Communauté d'agglomération Béziers Méditerranée depuis 2020[140],[141],[142].
- Philippe Poutou (NPA), porte parole du NPA, candidat à la présidentielle en 2012, 2017 et 2022[143].

## Sondages
Tout sondage d'opinion est affecté par une marge d'erreur.
Une couleur arbitraire est associée à chaque institut de sondage ; ces couleurs sont une aide visuelle et ne correspondent pas à une tendance politique.
Seuls les sondages concernant le premier tour effectués durant l'année 2025 figurent ci-dessous
| Sondeur | Date             | Échantillon | Nathalie Arthaud | Philippe Poutou | Jean-Luc Mélenchon | Fabien Roussel | Marine Tondelier | Logo du PS        | Logo d'Ensemble | Logo d'Ensemble | Logo des Républicains | Nicolas Dupont-Aignan | Logo du Rassemblement National | Éric Zemmour  | Autres                    |
| Sondeur | Date             | Échantillon | Arthaud (LO)     | Poutou (NPA)    | Mélenchon (LFI)    | Roussel (PCF)  | Tondelier (LÉ)   | Candidat PS       | Candidat ENS    | Candidat ENS    | Candidat LR           | Dupont-Aignan (DLF)   | Candidat RN                    | Zemmour (REC) | Autres                    |
| --- | ---------------- | ----------- | ---------------- | --------------- | ------------------ | -------------- | ---------------- | ----------------- | --------------- | --------------- | --------------------- | --------------------- | ------------------------------ | ------------- | ------------------------- |
| Sondeur | Date             | Échantillon |                  |                 |                    |                |                  |                   |                 |                 |                       |                       |                                |               |                           |
| L'Après, Debout !, Les Écologistes, Génération.s et le Parti socialiste lancent le Front populaire 2027 (2 juillet 2025). |                  |             |                  |                 |                    |                |                  |                   |                 |                 |                       |                       |                                |               |                           |
| Dominique de Villepin fonde le parti La France humaniste (23 juin 2025).                                                  |                  |             |                  |                 |                    |                |                  |                   |                 |                 |                       |                       |                                |               |                           |
| Olivier Faure est réélu premier secrétaire du Parti socialiste (6 juin 2025).                                             |                  |             |                  |                 |                    |                |                  |                   |                 |                 |                       |                       |                                |               |                           |
| Ifop | 19-20 mai 2025   | 1 114       | 1 %              | —               | 13 %               | 3,5 %          | 4,5 %            | 4,5 % Faure       | 21 % Philippe   | 21 % Philippe   | 16 % Retailleau       | 2 %                   | 31 % Bardella                  | 3,5 %         | —                         |
| Ifop | 19-20 mai 2025   | 1 114       | 1 %              | —               | 13,5 %             | 3 %            | 5 %              | 4,5 % Faure       | 21 % Philippe   | 21 % Philippe   | 16 % Retailleau       | 2 %                   | 31 % Le Pen                    | 3 %           | —                         |
| Harris | 19 mai 2025      | 1 217       | 1 %              | —               | 15 %               | 3 %            | 3 %              | 11 % Glucksmann   | 15 % Attal      | 15 % Attal      | 16 % Retailleau       | —                     | 31 % Le Pen                    | 5 %           | —                         |
| Harris | 19 mai 2025      | 1 217       | 1 %              | —               | 14 %               | 3 %            | 3 %              | 11 % Glucksmann   | 15 % Attal      | 15 % Attal      | 17 % Retailleau       | —                     | 31 % Bardella                  | 5 %           | —                         |
| Harris | 19 mai 2025      | 1 217       | 1 %              | —               | 14 %               | 3 %            | 3 %              | 10 % Glucksmann   | 21 % Philippe   | 21 % Philippe   | 12 % Retailleau       | —                     | 31 % Le Pen                    | 5 %           | —                         |
| Harris | 19 mai 2025      | 1 217       | 1 %              | —               | 14 %               | 3 %            | 3 %              | 10 % Glucksmann   | 21 % Philippe   | 21 % Philippe   | 13 % Retailleau       | —                     | 30 % Bardella                  | 5 %           | —                         |
| Bruno Retailleau est élu président des Républicains (18 mai 2025).                                                        |                  |             |                  |                 |                    |                |                  |                   |                 |                 |                       |                       |                                |               |                           |
| Ifop | 11-30 avril 2025 | 1 838       | 0,5 %            | —               | 10 %               | 2 %            | 4 %              | 10 % Glucksmann   | 21 % Philippe   | 21 % Philippe   | 9 % Retailleau        | 2 %                   | 32 % Le Pen                    | 4 %           | 5,5 % Ruffin              |
| Ifop | 11-30 avril 2025 | 1 838       | 1 %              | —               | 10 %               | 2 %            | 4 %              | 10 % Glucksmann   | 23 % Philippe   | 23 % Philippe   | 4 % Wauquiez          | 2 %                   | 34 % Le Pen                    | 5 %           | 5 % Ruffin                |
| Ifop | 11-30 avril 2025 | 9 128       | 1 %              | —               | 10 %               | 2,5 %          | 2 %              | 9 % Glucksmann    | 8 % Attal       | 15 % Philippe   | 7,5 % Retailleau      | 2,5 %                 | 32 % Bardella                  | 4 %           | 4,5 % Ruffin 2 % Villepin |
| Ifop | 11-30 avril 2025 | 9 128       | 1 %              | —               | 10 %               | 2,5 %          | 2,5 %            | 10 % Glucksmann   | 22 % Philippe   | 22 % Philippe   | 8 % Retailleau        | 2 %                   | 33 % Bardella                  | 4 %           | 5 % Ruffin                |
| Ifop | 11-30 avril 2025 | 9 128       | 1 %              | —               | 10 %               | 2,5 %          | 3 %              | 10 % Glucksmann   | 24 % Philippe   | 24 % Philippe   | 3 % Wauquiez          | 2,5 %                 | 35 % Bardella                  | 4 %           | 5 % Ruffin                |
| Ifop | 11-30 avril 2025 | 9 128       | 1 %              | —               | 10 %               | 2,5 %          | 3 %              | 11,5 % Glucksmann | 14 % Attal      | 14 % Attal      | 14 % Retailleau       | 2 %                   | 33 % Bardella                  | 4 %           | 5 % Ruffin                |
| Ifop | 11-30 avril 2025 | 9 128       | 1,5 %            | —               | 13 %               | —              | —                | 15 % Glucksmann   | 22 % Philippe   | 22 % Philippe   | 9 % Retailleau        | 2,5 %                 | 33 % Bardella                  | 4 %           | —                         |
| Ifop | 11-30 avril 2025 | 9 128       | 2 %              | —               | 12 %               | —              | —                | —                 | 26 % Philippe   | 26 % Philippe   | 10 % Retailleau       | 3 %                   | 33 % Bardella                  | 4 %           | 10 % Ruffin               |
| Harris | 24-25 avril      | 1 189       | 3 %              | —               | 26 %               | 26 %           | 26 %             | 26 %              | 19 %            | 19 %            | 10 %                  | 2 %                   | 34 %                           | 3 %           | 3 %                       |
| Harris | 24-25 avril      | 1 189       | 2 %              | —               | 8 %                | 20 %           | 20 %             | 20 %              | 18 %            | 18 %            | 10 %                  | 2 %                   | 34 %                           | 3 %           | 3 %                       |
| Harris | 24-25 avril      | 1 189       | 3 %              | —               | 16 %               | 16 %           | 16 %             | 13 %              | 17 %            | 17 %            | 10 %                  | 2 %                   | 34 %                           | 3 %           | 2 %                       |
| Odoxa | 23-24 avril      | 1 005       | 1 %              | 2 %             | 12 %               | 3 %            | 4 %              | 12 % Glucksmann   | 20 % Philippe   | 20 % Philippe   | 9,5 % Retailleau      | 2 %                   | 31,5 % Bardella                | 3 %           | —                         |
| Odoxa | 23-24 avril      | 1 005       | 1 %              | 2 %             | 12 %               | 3 %            | 3 %              | 11,5 % Glucksmann | 20,5 % Philippe | 20,5 % Philippe | 10 % Retailleau       | 2 %                   | 32 % Le Pen                    | 3 %           | —                         |
| Elabe | 2-4 avril        | 1 413       | 1,5 %            | 2 %             | 10,5 %             | 5,5 %          | 4,5 %            | 4 % Faure         | 18 % Attal      | 18 % Attal      | 4,5 % Wauquiez        | 4 %                   | 35,5 % Bardella                | 5 %           | 5 % Villepin              |
| Elabe | 2-4 avril        | 1 413       | 1 %              | 1,5 %           | 9,5 %              | 4,5 %          | 3,5 %            | 10,5 % Glucksmann | 20,5 % Philippe | 20,5 % Philippe | 8,5 % Retailleau      | 3 %                   | 31 % Bardella                  | 4 %           | 2,5 % Villepin            |
| Elabe | 2-4 avril        | 1 413       | 1 %              | 1,5 %           | 10 %               | 5,5 %          | 6 %              | 6 % Hollande      | 23 % Philippe   | 23 % Philippe   | 9 % Retailleau        | 2,5 %                 | 31,5 % Bardella                | 4 %           | —                         |
| Elabe | 2-4 avril        | 1 413       | 1 %              | 2 %             | 11 %               | 5,5 %          | 6 %              | 4 % Faure         | 18 % Attal      | 18 % Attal      | 10 % Retailleau       | 3 %                   | 36 % Le Pen                    | 3,5 %         | —                         |
| Elabe | 2-4 avril        | 1 413       | 0,5 %            | 2 %             | 9,5 %              | 5 %            | 4 %              | 10,5 % Glucksmann | 24% Philippe    | 24% Philippe    | 4,5 % Wauquiez        | 3 %                   | 33,5 % Le Pen                  | 3,5 %         | —                         |
| Elabe | 2-4 avril        | 1 413       | 1 %              | 2 %             | 10 %               | 6 %            | 5,5 %            | 5,5 % Hollande    | 23,5 % Philippe | 23,5 % Philippe | 8 % Retailleau        | 3 %                   | 32 % Le Pen                    | 3,5 %         | —                         |
| Harris | 31 mars          | 1 162       | 1 %              | 1 %             | 13 %               | 4 %            | 4 %              | 5 % Faure         | 25 % Philippe   | 25 % Philippe   | 4 % Wauquiez          | 2 %                   | 36 % Bardella                  | 5 %           | —                         |
| Harris | 31 mars          | 1 162       | 1 %              | 1 %             | 13 %               | 4 %            | 4 %              | 5 % Faure         | 23 % Philippe   | 23 % Philippe   | 7 % Retailleau        | 2 %                   | 35 % Bardella                  | 5 %           | —                         |
| Marine Le Pen est condamnée à une peine d'inéligibilité de 5 ans avec exécution provisoire (31 mars 2025).                |                  |             |                  |                 |                    |                |                  |                   |                 |                 |                       |                       |                                |               |                           |
| Ifop | 21-26 mars       | 1 119       | 1 %              | 1 %             | 13 %               | 3 %            | 3 %              | 5 % Faure         | 21 % Philippe   | 21 % Philippe   | 11 % Retailleau       | 3 %                   | 34 % Le Pen                    | 5 %           | —                         |
| Ifop | 21-26 mars       | 1 119       | 1 %              | 1 %             | 13 %               | 2 %            | 3 %              | 11 % Glucksmann   | 20 % Philippe   | 20 % Philippe   | 5 % Wauquiez          | 3 %                   | 35 % Le Pen                    | 6 %           | —                         |
| Ifop | 21-26 mars       | 1 119       | 1 %              | 1 %             | 12 %               | 4 %            | 3 %              | 4 % Faure         | 25 % Philippe   | 25 % Philippe   | 5 % Wauquiez          | 4 %                   | 36 % Le Pen                    | 5 %           | —                         |
| Ifop | 21-26 mars       | 1 119       | 1 %              | 1 %             | 13 %               | 4 %            | 3 %              | 5 % Faure         | 20 % Attal      | 20 % Attal      | 8 % Wauquiez          | 3 %                   | 37 % Le Pen                    | 5 %           | —                         |